# Annemarie Gethmann-Siefert
Annemarie Gethmann-Siefert (* 2. April 1945 in Bochum-Linden) ist eine deutsche Philosophin. Sie ist emeritierte Professorin für Philosophie an der Fernuniversität Hagen.

## Werdegang und Arbeitsschwerpunkt
Gethmann-Siefert studierte Philosophie, Kunstgeschichte und Theologie an den Universitäten Münster, Bonn, Innsbruck und Bochum. Ihre Promotion zum Dr. phil. erfolgte 1973 mit einer Arbeit über Heidegger und ihre Habilitation 1982 mit einer Arbeit über Hegels Ästhetik an der Ruhr-Universität Bochum. Seit 1991 ist sie Professorin für Philosophie an der Fernuniversität Hagen. Sie ist verheiratet mit Carl Friedrich Gethmann.
Gethmann-Sieferts Arbeits- und Forschungsschwerpunkte sind:
- Philosophische Ästhetik und Kunsttheorie
- Anthropologie und angewandte Ethik (Medizinethik)
- Religionsphilosophie
- Geschichte der Philosophie
- Philosophie des Deutschen Idealismus

## Publikationen (Auswahl)

### Bücher
- Das Verhältnis von Philosophie und Theologie im Denken Martin Heideggers (= Symposion. Philosophische Schriftenreihe. 47). Karl Alber, Freiburg (Breisgau) u. a. 1975, ISBN 3-495-47304-1.
- Die Funktion der Kunst in der Geschichte. Untersuchungen zu Hegels Ästhetik (= Hegel-Studien. Beiheft. 25). Bouvier, Bonn 1984, ISBN 3-416-01795-1.
- Ist die Kunst tot und zu Ende? Überlegungen zu Hegels Ästhetik (= Jenaer philosophische Vorträge und Studien. 7) Palm & Enke, Erlangen u. a. 1994, ISBN 3-7896-0522-0.
- Einführung in die Ästhetik (= UTB. 1875). Fink, München 1995, ISBN 3-7705-3059-4.
- mit Hermann Drüe, Christa Hackenesch, Walter Jaeschke, Wolfgang Neuser und Herbert Schnädelbach: Hegels „Enzyklopädie der philosophischen Wissenschaften“ (1830). Ein Kommentar zum Systemgrundriß (= Hegels Philosophie. Bd. 3 = Suhrkamp-Taschenbuch Wissenschaft. 1477). Suhrkamp, Frankfurt am Main 2000, ISBN 3-518-29077-0.
- Einführung in Hegels Ästhetik (= UTB. 2646). Fink, München 2005, ISBN 3-7705-4159-6.

### Herausgeberschaften
- mit Otto Pöggeler: Kunsterfahrung und Kulturpolitik im Berlin Hegels (= Hegel-Studien. Beiheft. 22). Bouvier, Bonn 1983, ISBN 3-416-01676-9.
- mit Otto Pöggeler: Welt und Wirkung von Hegels Ästhetik (= Hegel-Studien. Beiheft. 27). Bouvier, Bonn 1986, ISBN 3-416-01878-8.
- Philosophie und Poesie. Otto Pöggeler zum 60. Geburtstag (= Spekulation und Erfahrung. Abt. 2: Untersuchungen. 7–8). 2 Bände. Frommann-Holzboog, Stuttgart–Bad Cannstatt 1988, ISBN 3-7728-0994-4 (Bd. 1), ISBN 3-7728-0995-2 (Bd. 2).
- mit Otto Pöggeler: Heidegger und die praktische Philosophie (= Suhrkamp-Taschenbuch Wissenschaft. 694). Suhrkamp, Frankfurt am Main 1988, ISBN 3-518-28294-8.
- Phänomen versus System. Zum Verhältnis von philosophischer Systematik und Kunsturteil in Hegels Berliner Vorlesungen über Ästhetik oder Philosophie der Kunst (= Hegel-Studien. Beiheft. 34). Bouvier, Bonn u. a. 1992, ISBN 3-416-02442-7.
- mit Otto Pöggeler: Kunst als Kulturgut. Die Bildersammlung der Brüder Boisserée – ein Schritt in der Begründung des Museums (= Neuzeit und Gegenwart. 8). Bouvier, Bonn 1995, ISBN 3-416-02323-4.
- Georg Wilhelm Friedrich Hegel: Vorlesungen über die Philosophie der Kunst. Berlin 1823. Nachgeschrieben von Heinrich Gustav Hotho (= Georg Wilhelm Friedrich Hegel: Vorlesungen. Ausgewählte Nachschriften und Manuskripte. Bd. 2). Meiner, Hamburg 1998, ISBN 3-7873-0730-3.
- mit Carl Friedrich Gethmann: Philosophie und Technik. Fink, München 2000, ISBN 3-7705-3486-7.
- mit Elisabeth Weisser-Lohmann: Kultur – Kunst – Öffentlichkeit. Philosophische Perspektiven auf praktische Probleme. (Festschrift für Otto Pöggeler zum 70. Geburtstag). Fink, München 2001, ISBN 3-7705-3609-6.
- mit Jürgen Mittelstraß: Die Philosophie und die Wissenschaften. Zum Werk Oskar Beckers. Fink, München 2002, ISBN 3-7705-3659-2.
- mit Bernadette Collenberg-Plotnikov: Georg Wilhelm Friedrich Hegel: Philosophie der Kunst oder Ästhetik. Nach Hegel, im Sommer 1826, Mitschrift Friedrich Carl Hermann Victor von Kehler (= Jena-Sophia. Abteilung 1: Editionen. Bd. 2). Fink, München 2004, ISBN 3-7705-3710-6.
- mit Jeong-Im Kwon und Karsten Berr: Georg Wilhelm Friedrich Hegel: Philosophie der Kunst. Vorlesung von 1826 (= Suhrkamp-Taschenbuch Wissenschaft. 1722). Suhrkamp, Frankfurt am Main 2005, ISBN 3-518-29322-2.
- mit Lu de Vos und Bernadette Collenberg-Plotnikov: Die geschichtliche Bedeutung der Kunst und die Bestimmung der Künste. Fink, München 2005, ISBN 3-7705-3715-7.
- mit Klaus Gahl und Ulrike Henckel: Studien zur medizinischen Ethik (= Wissen und Verantwortung. Festschrift für Jan P. Beckmann. Bd. 2). Alber, Freiburg (Breisgau) u. a. 2005, ISBN 3-495-48134-6.
- mit Ursula Franke: Kulturpolitik und Kunstgeschichte. Perspektiven der Hegelschen Ästhetik. Meiner, Hamburg 2005, ISBN 3-7873-1721-X.
- mit Stefan Huster: Recht und Ethik in der Präimplantationsdiagnostik (= Graue Reihe. 38, ISSN 1435-487X). Europäische Akademie zur Erforschung von Folgen wissenschaftlich-technischer Entwicklungen, Bad Neuenahr-Ahrweiler 2005.
- mit Bernadette Collenberg-Plotnikov: Zwischen Philosophie und Kunstgeschichte. Beiträge zur Begründung der Kunstgeschichtsforschung bei Hegel und im Hegelianismus. Fink, München 2008, ISBN 978-3-7705-4349-6.
- mit Felix Thiele: Ökonomie und Medizinethik. Fink, München u. a. 2008, ISBN 978-3-7705-4348-9.
- mit Elisabeth Weisser-Lohmann: Wege zur Wahrheit. Festschrift für Otto Pöggeler zum 80. Geburtstag. Fink, Paderborn u. a. 2009, ISBN 978-3-7705-4817-0.